# Mont-de-Marsan
Mont-de-Marsan je francouzské město v regionu Nová Akvitánie, hlavní město (prefektura) departementu Landes. V roce 2010 zde žilo 31 225 obyvatel. Je centrem arrondissementu Mont-de-Marsan.

## Vývoj počtu obyvatel
Počet obyvatel 